# Station d'épuration vivante
 (mai 2023).
 (mai 2023).
Une usine d'épuration vivante ("Living Machine" en anglais) est une forme de traitement écologique des eaux usées basée sur la biofiltration,,.
Le système Living Machine a été commercialisé et est commercialisé par Living Machine Systems, L3C, une société basée à Charlottesville, en Virginie, aux États-Unis.

## Exemples
Les composteurs mécaniques pour les cuisines industrielles, les micro-organismes efficaces comme engrais à des fins agricoles et les systèmes biotechnologiques intégrés dans l'aménagement paysager et l'architecture comme les Earthships ou la serre IBTS sont des exemples de l'application de l'usine d'épuration vivante.
Des composants comme les plants de tomates (pour plus de purification de l'eau ) et les poissons (pour la nourriture) font partie des conceptions vivantes et écosystémiques du système. En théorie, rien ne limite la taille de l'écosystème ni le nombre d'espèces impliquées. Une conception optimale implique d'adapter l'écosystème au contexte local et aux besoins de chaque situation. Le traitement des eaux usées dans un milieu humide nécessite par exemple des espèces spécifiques. Il faut également que l'usine d'épuration vivant soit un système économiquement viable qui génère des bénéfices pour l'investisseur. La permaculture peut garantir un compromis entre ces deux objectifs majeurs.
L'échelle des systèmes Living Machine va du bâtiment individuel aux travaux publics. Certaines des premières usines d'épuration vivantes ont été utilisées pour traiter les eaux usées domestiques dans de petits villages soucieux de l'environnement, tels que Findhorn Community en Écosse. Les usines des zones humides à flux de marée de dernière génération sont utilisées dans les grands immeubles de bureaux urbains, les bases militaires, les lotissements, les centres de villégiature et les campus institutionnels.

## Fonctionnement de l'usine d'épuration vivante
- La « biofiltration » a supplanté les systèmes basés sur la culture hydroponique ou sur un milieu fluide. Dans les systèmes à filtration, les cellules de la zone humide sont remplies d'un milieu d'agrégat solide ayant une surface étendue pour la croissance du biofilm bénéfique (bactéries de traitement). La biofiltration permet la formation de micro-écosystèmes plus denses et plus diversifiés qu'un milieu liquide. Ces écosystèmes vont bien au-delà des bactéries pour inclure une variété d'organismes jusqu'à la macro-végétation.
- Les cycles de marée (remplissage et drainage de la zone humide en action de marée accélérée, avec 12 cycles ou plus par jour) sont utilisés pour apporter passivement de l'oxygène dans les cellules de la zone humide. Cette action imite le type d'action biologique qui se produit dans les estuaires de marée naturels. Les zones humides à flux de marée remplacent le besoin de souffler de l'air dans un milieu liquide - elles utilisent la gravité pour amener l'oxygène atmosphérique dans la cellule lorsqu'elle est drainée.